# Saison 2011 de la National Rugby League
Navigation
Édition précédente Édition suivante
La Saison 2011 de la National Rugby League est la cent-quatrième saison de cette compétition depuis que celle-ci a été créée en 1908. Seize équipes jouent 26 journées de championnat (phase régulière), les huit meilleures d'entre elles sont qualifiées pour les phases finales, dans le but de se qualifier pour la grande finale. Le coup d'envoi officiel de la saison est le 11 mars 2011.

## Équipes
| Club                           | Admis en |
| Brisbane Broncos               | 1988     |
| Canberra Raiders               | 1982     |
| Canterbury Bulldogs            | 1935     |
| Cronulla Sharks                | 1967     |
| Gold Coast Titans              | 2007     |
| Manly Sea Eagles               | 1947     |
| Melbourne Storm                | 1998     |
| Newcastle Knights              | 1988     |
| New Zealand Warriors           | 1995     |
| North Queensland Cowboys       | 1995     |
| Parramatta Eels                | 1947     |
| Penrith Panthers               | 1967     |
| Saint-George Illawarra Dragons | 1999     |
| South Sydney Rabbitohs         | 1908     |
| Sydney Roosters                | 1908     |
| Wests Tigers                   | 2000     |

## Récit de la saison
L'annonce de la saison 2011 a lieu le 7 octobre 2010 dans laquelle le premier match est annoncée le vendredi 11 mars 2011. La première journée de la National Rugby League bat le record d'affluence de son histoire avec 201 212 spectateurs au total soit plus de 25 000 spectateurs par match.
Le match annuel de l'ANZAC Test et du City vs Country Origin se déroulent le même soir au Skilled Park le 6 mai 2011. L'ANZAC Test devait se tenir à Christchurch mais est déplacé en raison du séisme du 22 février 2011

## Classement de la phase régulière
| Rang | Franchise                         | Joués | V  | N | D  | PP  | PC  | Diff | Exempt | Points |
| 1    | Melbourne Storm (WS)              | 24    | 19 | 0 | 5  | 251 | 308 | +213 | 2      | 42     |
| 2    | Manly Sea Eagles                  | 24    | 18 | 0 | 6  | 539 | 331 | +208 | 2      | 40     |
| 3    | Brisbane Broncos                  | 24    | 18 | 0 | 6  | 511 | 372 | +139 | 2      | 40     |
| 4    | Wests Tigers (SF)                 | 24    | 15 | 0 | 9  | 519 | 430 | +89  | 2      | 34     |
| 5    | St. George Illawarra Dragons (CH) | 24    | 14 | 1 | 9  | 483 | 341 | +142 | 2      | 33     |
| 6    | New Zealand Warriors              | 24    | 14 | 0 | 10 | 504 | 393 | +111 | 2      | 32     |
| 7    | North Queensland Cowboys          | 24    | 14 | 0 | 10 | 532 | 480 | +52  | 2      | 32     |
| 8    | Newcastle Knights                 | 24    | 12 | 0 | 12 | 478 | 443 | +35  | 2      | 28     |
| 9    | Canterbury Bulldogs               | 24    | 12 | 0 | 12 | 449 | 489 | -40  | 2      | 28     |
| 10   | South Sydney Rabbitohs            | 24    | 11 | 0 | 13 | 531 | 562 | -31  | 2      | 26     |
| 11   | Sydney Roosters (RU)              | 24    | 10 | 0 | 14 | 417 | 500 | -83  | 2      | 24     |
| 12   | Penrith Panthers                  | 24    | 9  | 0 | 15 | 430 | 517 | -87  | 2      | 22     |
| 13   | Cronulla Sharks                   | 24    | 7  | 0 | 17 | 428 | 557 | -129 | 2      | 18     |
| 14   | Parramatta Eels                   | 24    | 6  | 1 | 17 | 385 | 538 | -153 | 2      | 17     |
| 15   | Canberra Raiders                  | 24    | 6  | 0 | 18 | 423 | 623 | -200 | 2      | 16     |
| 16   | Gold Coast Titans (SF)            | 24    | 6  | 0 | 18 | 363 | 629 | -266 | 2      | 16     |

| - Qualifié pour les phases finales (#1 à #8). |
| CH : Champion 2010, RU : Finaliste 2010, WS : Cuillère de bois 2010, SF : Demi-finaliste 2010                                                                                  |
| abréviations=Pts, points; J, matchs joués; V, victoires ; N, match nuls ; D, défaites ; PP, points pour ; PC, points contre ; Diff, différence de points ; T, tenant du titre. |

Attribution des points : Deux points sont attribués pour une victoire, un point pour un match nul, aucun point en cas de défaite.

Mise à jour : 13/09/2011

Source : nrl.com

## Playoffs
La NRL utilise le McIntyre Final Eight System pour décider des finalistes. 
| PRE FINALES                    |                        |                                 |              |                         |                            |        |
| Melbourne Storm (1)            | 18 – 8                 | Newcastle Knights (8)           | 11 septembre | AAMI Park               | Ashley Klein Adam Devcich  | 14 845 |
| Manly-Warringah Sea Eagles (2) | 42 – 8                 | North Queensland Cowboys (7)    | 10 septembre | Sydney Football Stadium | Ben Cummins Gavin Badger   | 13 972 |
| Brisbane Broncos (3)           | 40 – 10                | New Zealand Warriors (6)        | 10 septembre | Suncorp Stadium         | Jared Maxwell Shayne Hayne | 48 943 |
| Wests Tigers (4)               | 21 – 12                | St George Illawarra Dragons (5) | 9 septembre  | ANZ Stadium             | Tony Archer Matt Cecchin   | 45 631 |
| DEMI FINALES                   |                        |                                 |              |                         |                            |        |
| Wests Tigers                   | 20 – 22                | New Zealand Warriors            | 16 septembre | Sydney Football Stadium | Jared Maxwell Shayne Hayne | 27 109 |
| Brisbane Broncos               | 13 – 12 (golden point) | St George Illawarra Dragons     | 17 septembre | Suncorp Stadium         | Tony Archer Matt Cecchin   | 48 444 |
| FINALES PRELIMINAIRES          |                        |                                 |              |                         |                            |        |
| Manly-Warringah Sea Eagles     | 26 – 14                | Brisbane Broncos                | 23 septembre | Sydney Football Stadium | Jared Maxwell Shayne Hayne | 31 894 |
| Melbourne Storm                | 12 – 20                | New Zealand Warriors            | 24 septembre | AAMI Park               | Tony Archer Matt Cecchin   | 28 580 |
| GRANDE FINALE                  |                        |                                 |              |                         |                            |        |
| Manly-Warringah Sea Eagles     | 24 - 10                | New Zealand Warriors            | 2 octobre    | ANZ Stadium             | Tony Archer Matt Cecchin   | 81 988 |

### Grande Finale
| 2 octobre 2011 17 h 00 (heure australienne) | Manly Sea Eagles | 26 - 10 (12 - 2) | NZ Warriors                                                                                            | ANZ Stadium, Sydney 81 988 spectateurs Arbitre : Tony Archer, Matt Cecchin |
| 2 octobre 2011 17 h 00 (heure australienne) | Essai(s) : B.Stewart (30e) , Cherry-Evans (40e), G.Stewart (57e), Lyon (79e) Transformation(s) : Lyon 3/3 (31e, 40e, 58e), Robertson 1/1 (80e) |                  | Essai(s) : Vatuvei (63e), Taylor (68e) Transformation(s) : Maloney 0/2 Pénalité(s) : Maloney 1/1 (28e) | ANZ Stadium, Sydney 81 988 spectateurs Arbitre : Tony Archer, Matt Cecchin |
| 2 octobre 2011 17 h 00 (heure australienne) | |                  | | ANZ Stadium, Sydney 81 988 spectateurs Arbitre : Tony Archer, Matt Cecchin |

Manly-Warringah: 1. B.Stewart, 2. Robertson, 3. Lyon (c), 4. Matai, 5. Hopoate, 6. Foran, 7. Cherry-Evans , 8. Galuvao, 9. Ballin, 10. Kite, 11. Watmough, 12. Williams, 13. G.Stewart,  remplaçants: 14. Rodney, 15. Buhrer, 16. Mauro, 17. Rose,  entraineur: Des Hasler

New Zealand: 1. Locke, 2. Tupou, 3. Brown, 4. Inu, 5. Vatuvei, 6. Maloney, 7. Johnson , 15. Packer, 14. Hohaia, 10. Lillyman, 17. Taylor, 12. Mannering (c), 13. Luck, remplaçants: 8. Rapira, 9. Heremaia, 11. Mateo, 16. Matulino,  entraineur: Ivan Cleary

## Meilleurs scoreurs
| Rang | Joueur             | Club                         | Poste            | Points | Essais | Buts | Drops |
| 1    | Benji Marshall     | Wests Tigers                 | Demi d'ouverture | 199    | 12     | 74   | 3     |
| 2    | Chris Sandow       | South Sydney Rabbitohs       | Demi de mêlée    | 195    | 6      | 82   | 7     |
| 3    | James Maloney      | New Zealand Warriors         | Demi d'ouverture | 182    | 8      | 74   | 2     |
| 4    | Luke Burt          | Parramatta Eels              | Ailier           | 164    | 10     | 62   | 0     |
| 5    | Johnathan Thurston | North Queensland Cowboys     | Demi de mêlée    | 162    | 10     | 61   | 0     |
| 6    | Cameron Smith      | Melbourne Storm              | Talonneur        | 160    | 2      | 76   | 0     |
| 7    | Jarrod Croker      | Canberra Raiders             | Centre           | 154    | 9      | 59   | 0     |
| 8    | Corey Parker       | Brisbane Broncos             | Troisième ligne  | 154    | 3      | 71   | 0     |
| 9    | Jamie Soward       | St. George Illawarra Dragons | Demi d'ouverture | 153    | 4      | 66   | 5     |
| 10   | Jamie Lyon         | Manly-Warringah Sea Eagles   | Centre           | 138    | 8      | 53   | 0     |

## Meilleurs marqueurs d'essais
| Rang | Joueur          | Club                          | Poste         | Essais |
| 1    | Ben Barba       | Canterbury-Bankstown Bulldogs | Arrière       | 23     |
| 1    | Nathan Merritt  | South Sydney Rabbitohs        | Ailier        | 23     |
| 3    | Akuila Uate     | Newcastle Knights             | Ailier        | 20     |
| 4    | David Mead      | Gold Coast Titans             | Ailier        | 16     |
| 5    | Matt Cooper     | St. George Illawarra Dragons  | Centre        | 14     |
| 6    | Blake Ferguson  | Canberra Raiders              | Ailier        | 13     |
| 6    | Jharal Yow Yeh  | Brisbane Broncos              | Ailier        | 13     |
| 6    | Brett Stewart   | Manly-Warringah Sea Eagles    | Arrière       | 13     |
| 9    | Benji Marshall  | Wests Tigers                  | Arrière       | 12     |
| 9    | Cooper Cronk    | Melbourne Storm               | Demi de mêlée | 12     |
| 9    | Matt Duffie     | Melbourne Storm               | Ailier        | 12     |
| 9    | Ashley Graham   | North Queensland Cowboys      | Ailier        | 12     |
| 9    | Dylan Farrell   | South Sydney Rabbitohs        | Centre        | 12     |
| 9    | David Simmons   | Penrith Panthers              | Ailier        | 12     |
| 9    | Billy Slater    | Melbourne Storm               | Arrière       | 12     |
| 9    | William Hopoate | Manly-Warringah Sea Eagles    | Ailier        | 12     |
| 9    | Lachlan Coote   | Penrith Panthers              | Arrière       | 12     |